# کیفالونیا
کیفالونیا (به لاتین: Cephalonia) یک جزیره در یونان است که در استان جزایر ایونی واقع شده‌است.
کیفالونیا پیشتر با نام‌های کفالونیا, کفالینیا و کفالنیا نیز خوانده می‌شد. این جزیره بزرگترین جزیره از مجموعه جزایر ایونی در غرب یونان است. پایتخت کیفالونیا، آرگوستولی نام دارد.

## خصوصیات
کیفالونیا ۷۸۱ کیلومترمربع مساحت و ۳۵٬۸۰۱ نفر جمعیت دارد.

## نگارخانه

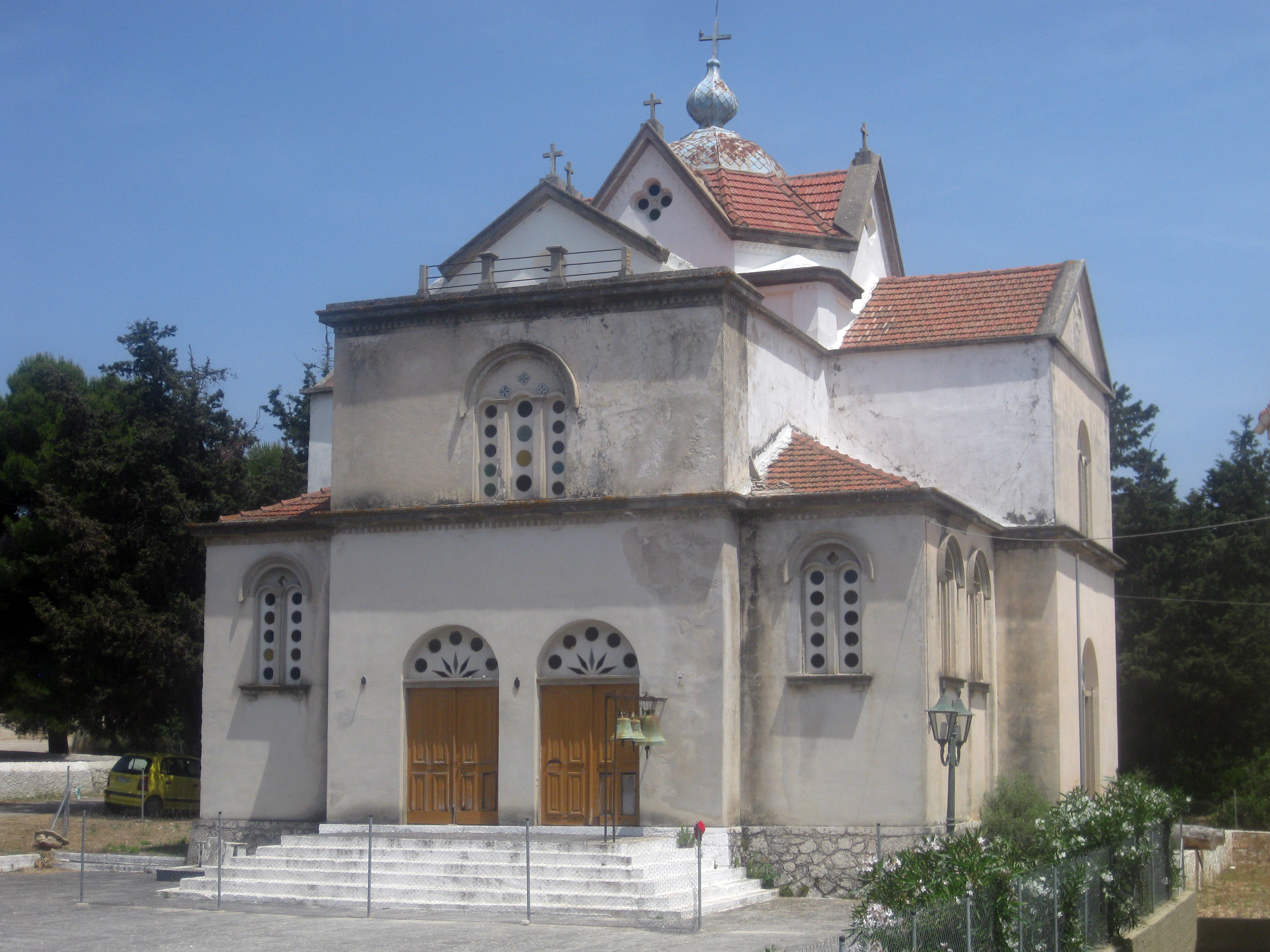
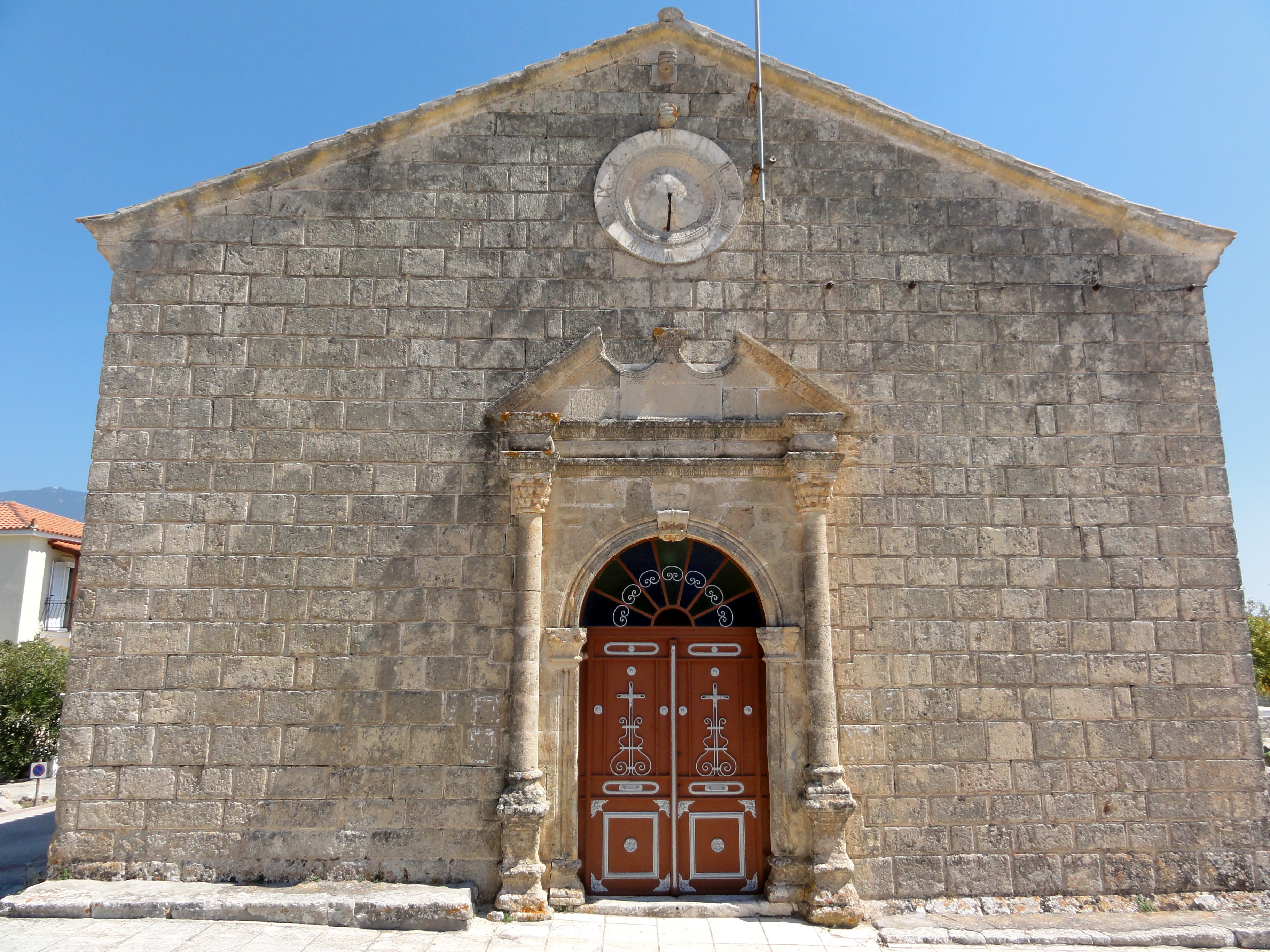
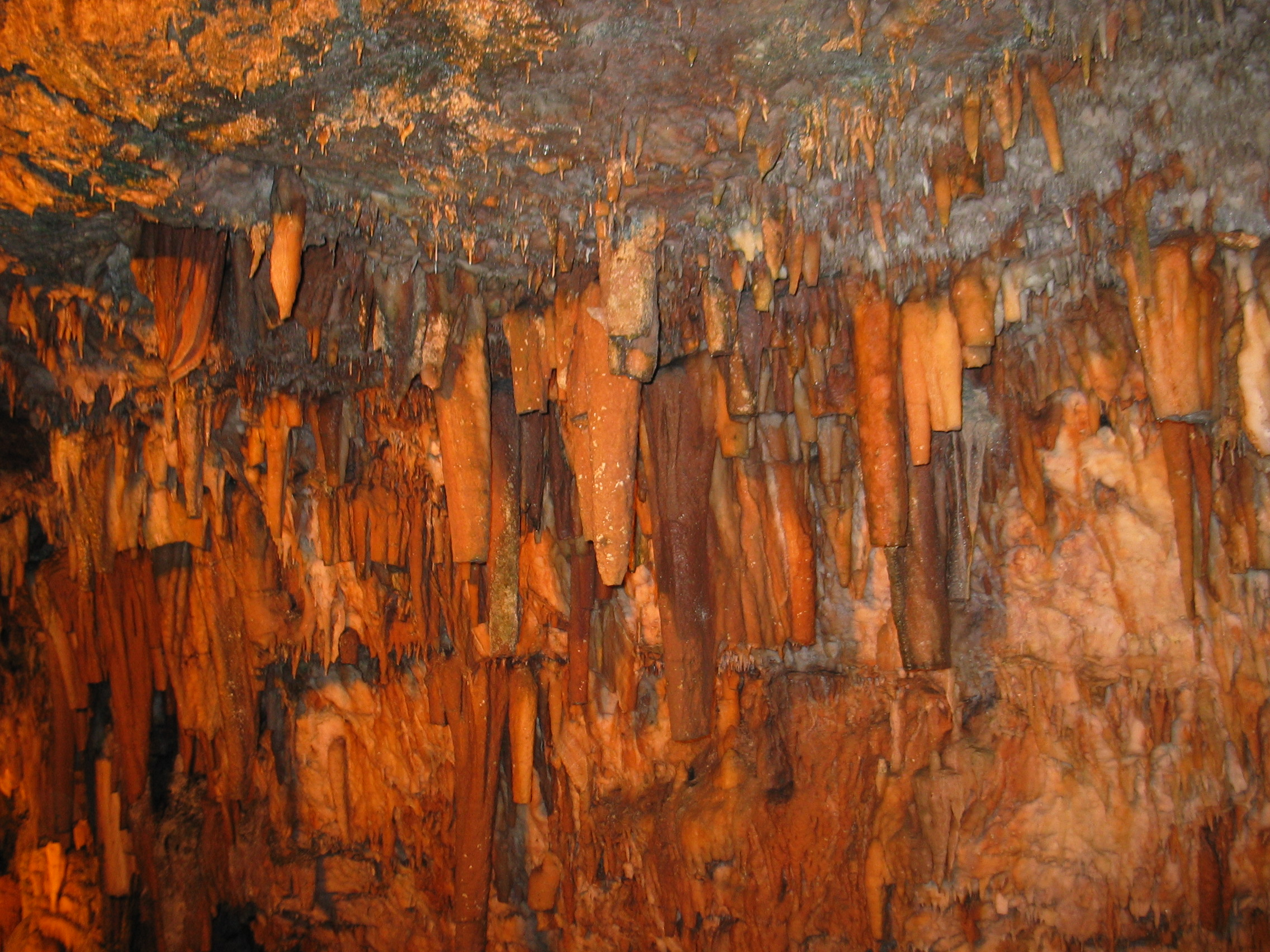
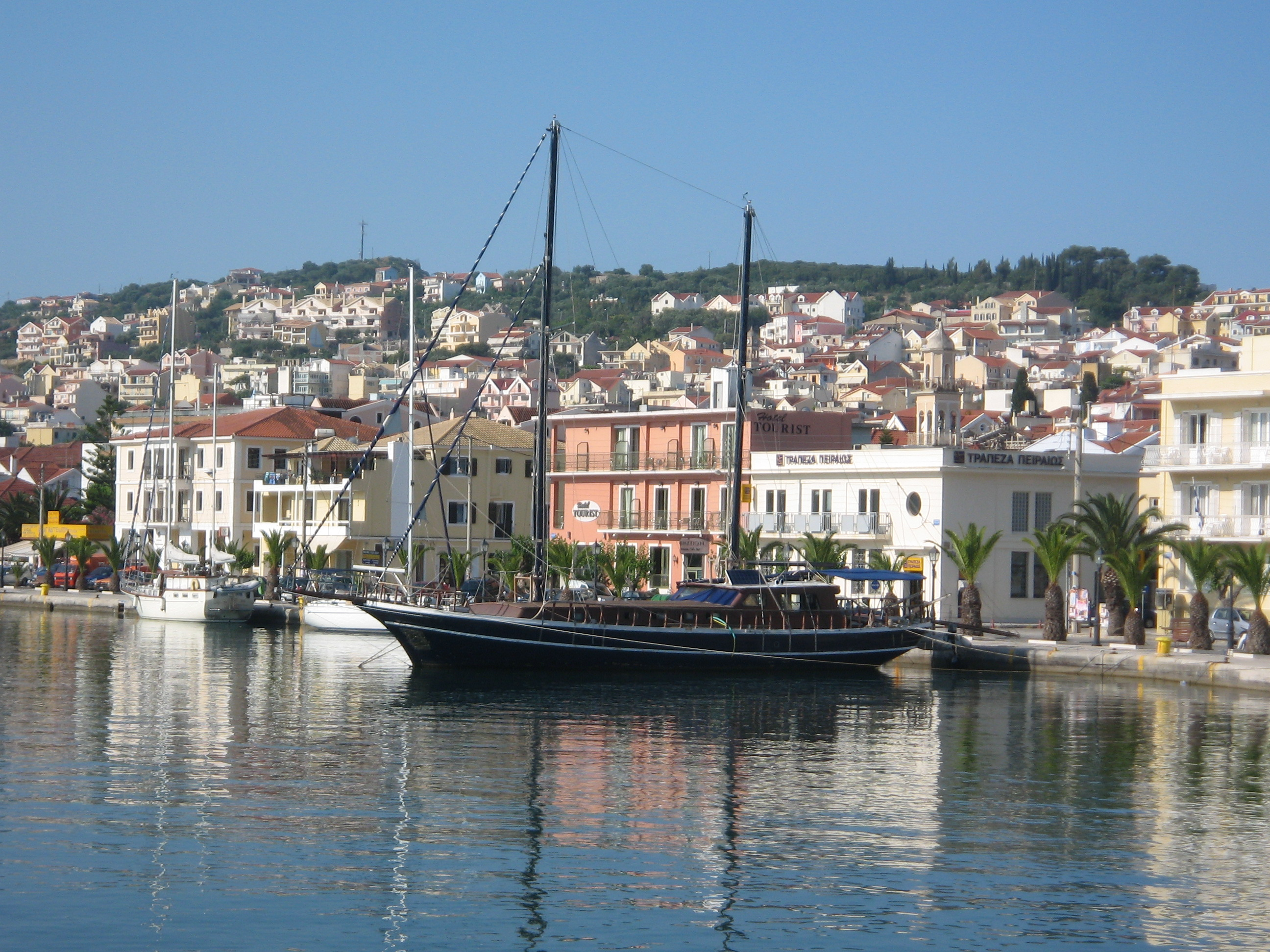
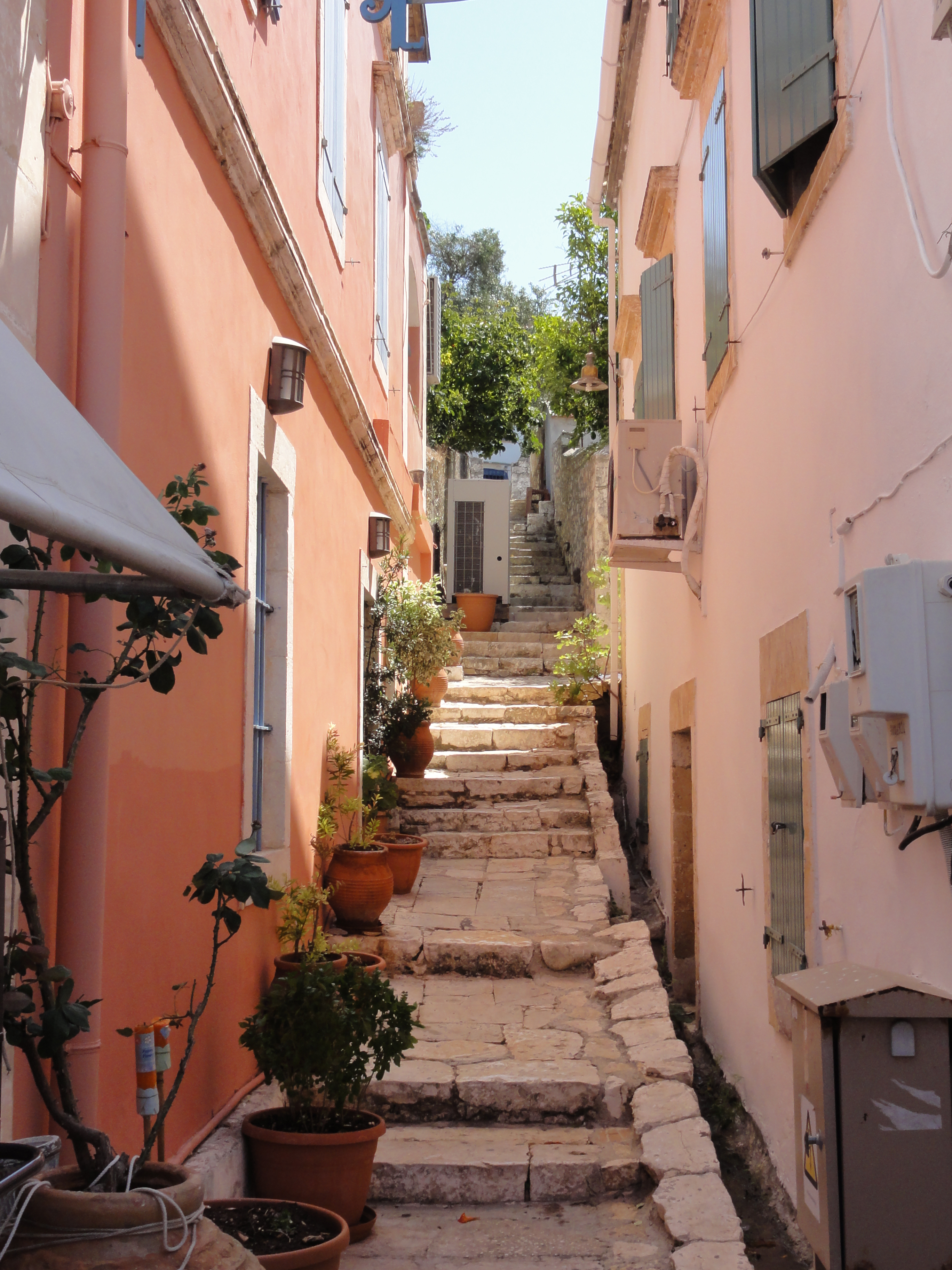
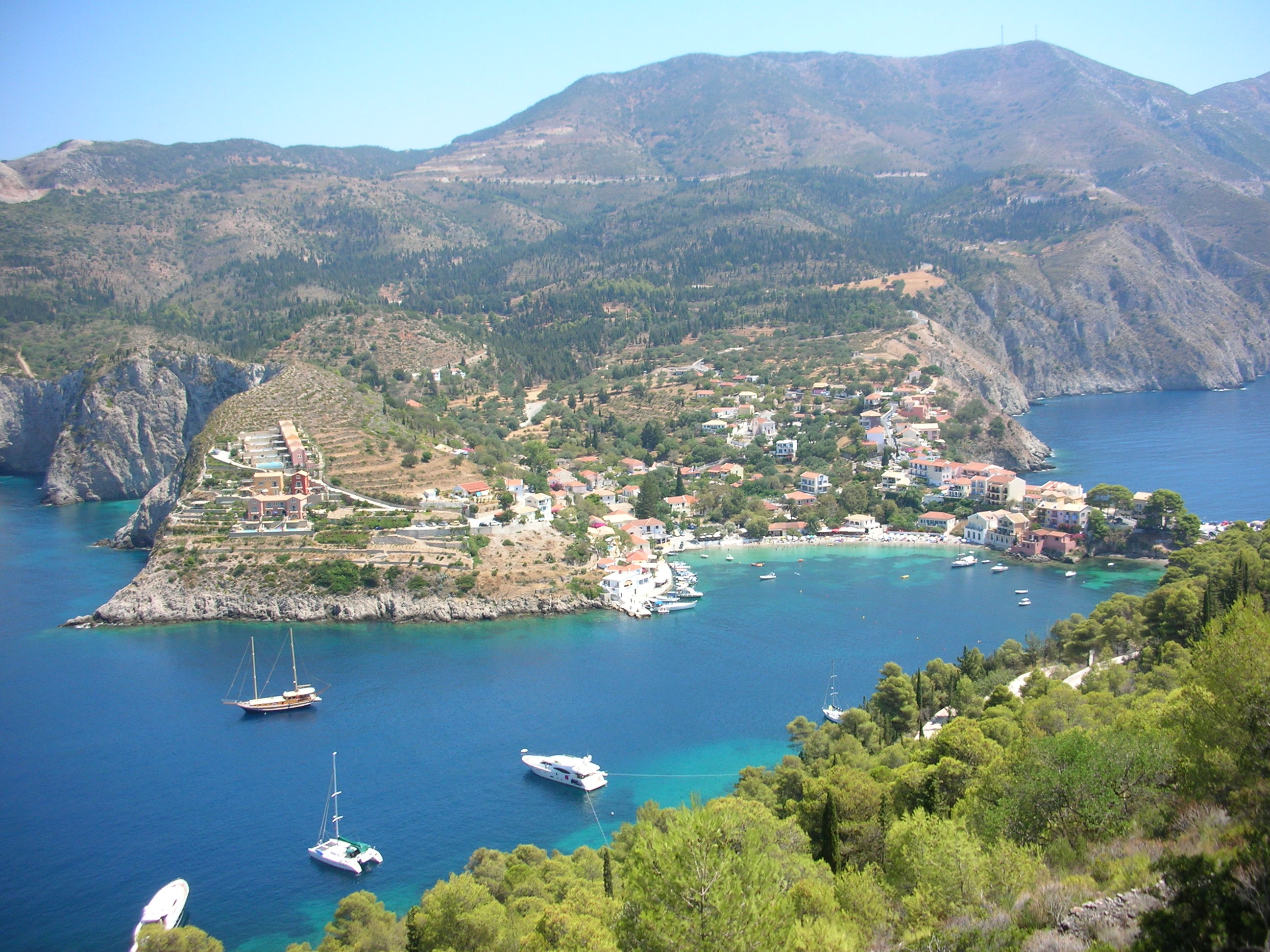
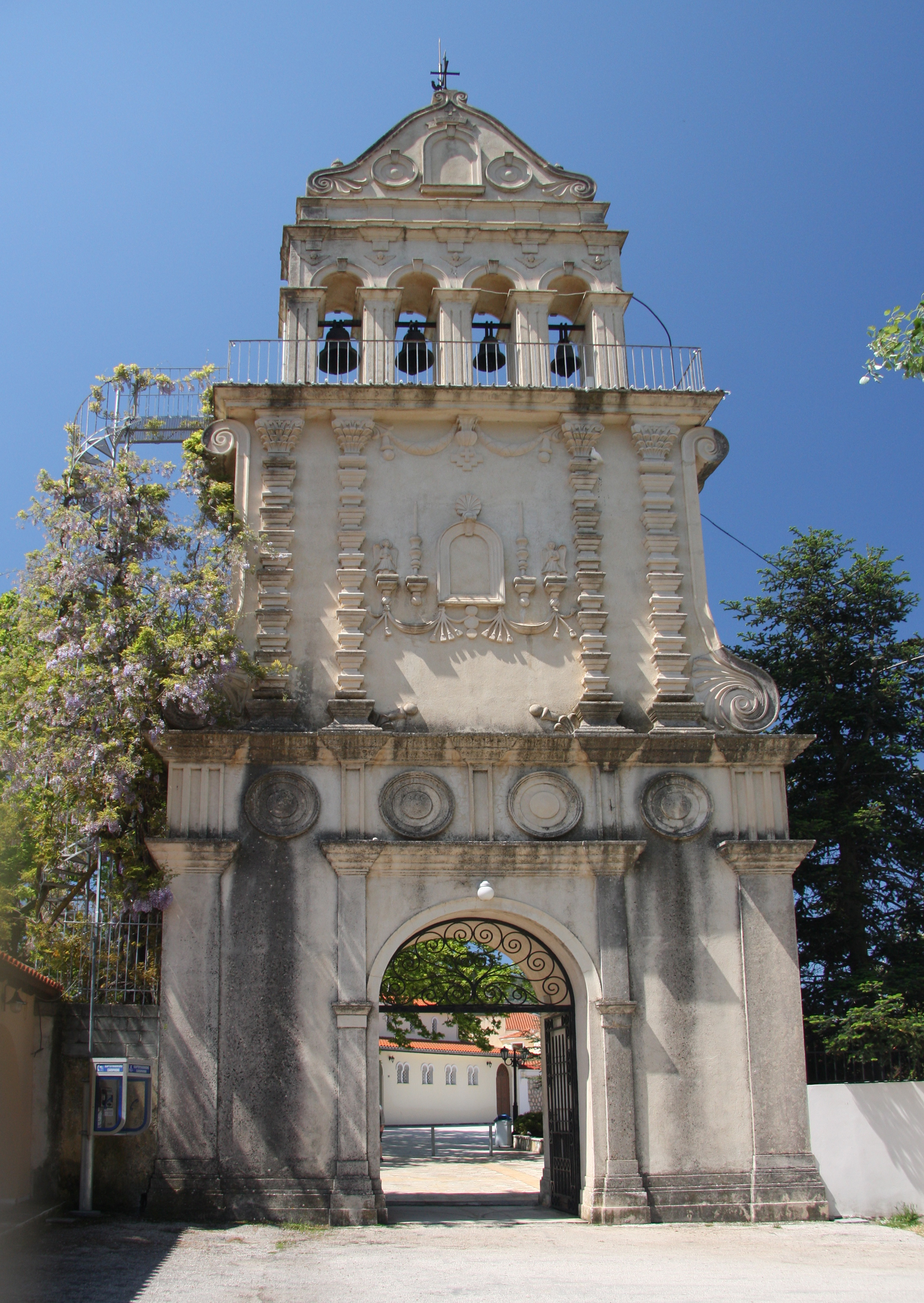
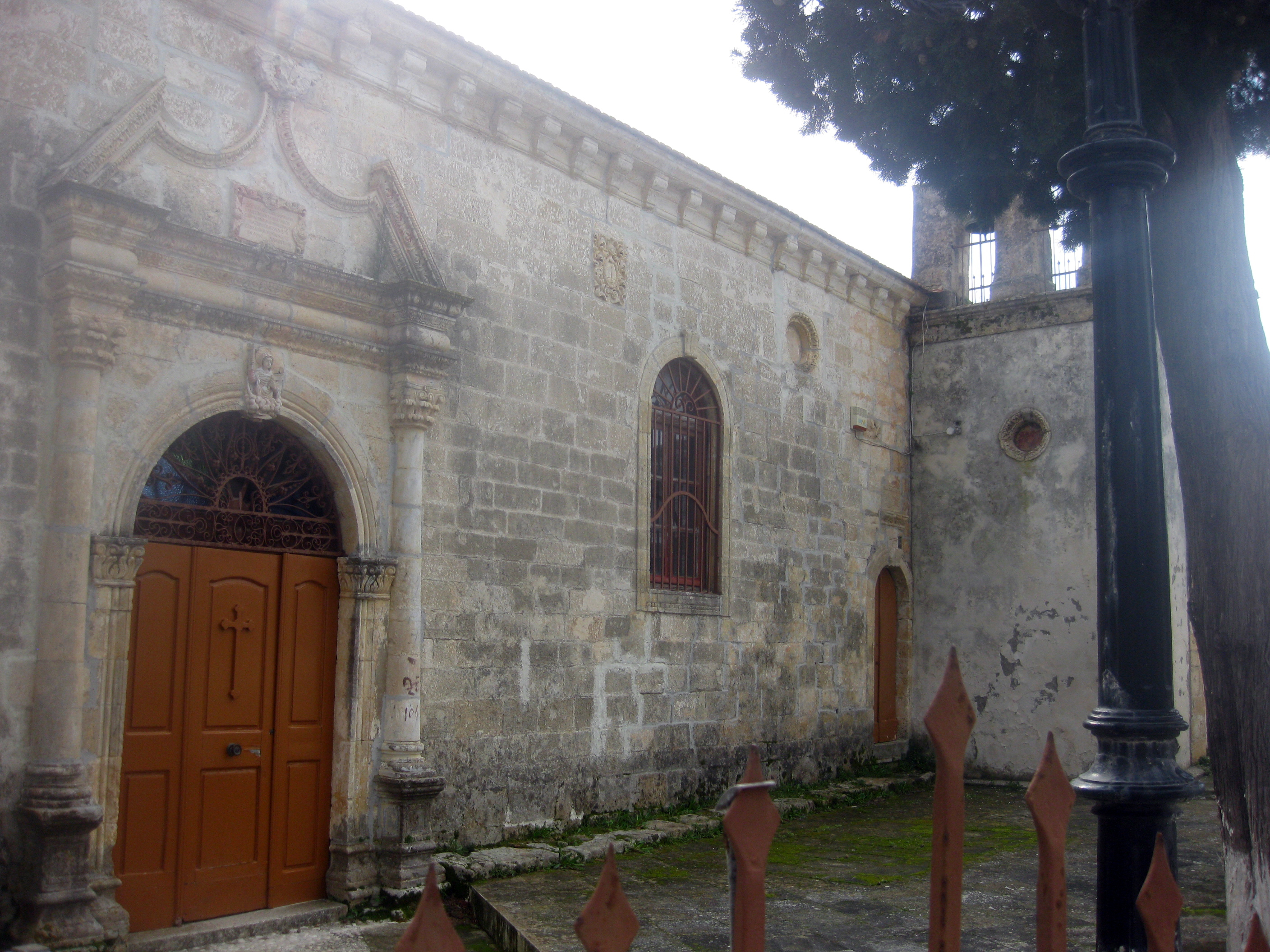
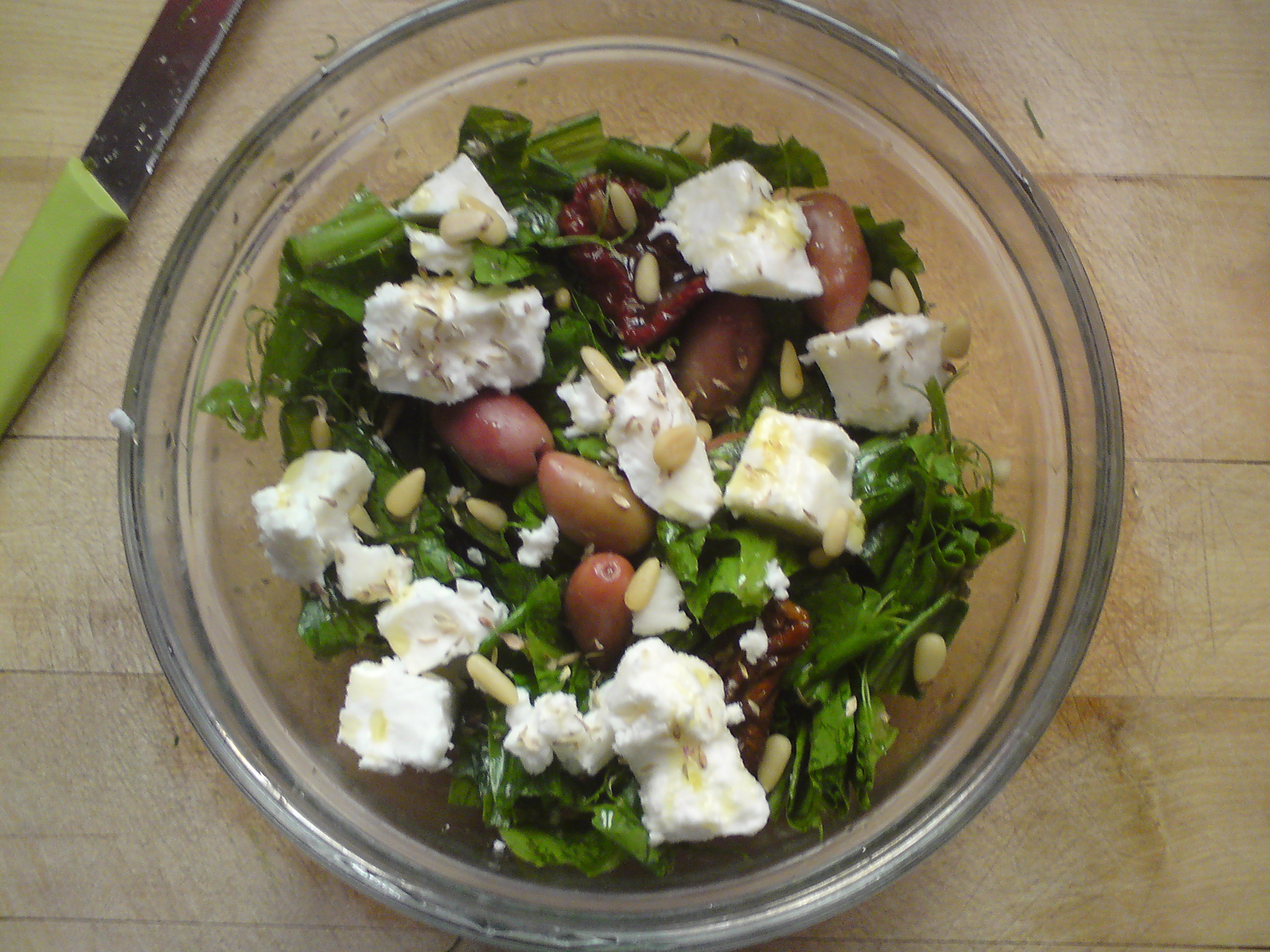